# Ingolfiella berrisfordi
Ingolfiella berrisfordi är en kräftdjursart. Ingolfiella berrisfordi ingår i släktet Ingolfiella och familjen Ingolfiellidae. Inga underarter finns listade i Catalogue of Life.